# کوهرن
کوهرن (به آلمانی: Kühren) یک شهر در آلمان است که در Plön (District) واقع شده‌است. کوهرن ۶۷۲ نفر جمعیت دارد.